# Turano Lodigiano
Turano Lodigiano (Türàn in dialetto lodigiano) è un comune italiano di 1 559 abitanti della provincia di Lodi in Lombardia.

## Geografia fisica
Il comune di Turano Lodigiano si estende nella pianura lombarda, 13 km a sud-est di Lodi, occupando una superficie di 16,38 km². Confina con i comuni di Cavenago d'Adda e Credera Rubbiano (CR) a nord, Moscazzano (CR) e Bertonico ad est, Casalpusterlengo a sud, Secugnago a sud-ovest, e Mairago ad ovest.

## Storia
In epoca romana da Turano Lodigiano passava la diramazione secondaria della via Mediolanum-Placentia che si staccava da Laus Pompeia (Lodi Vecchio) e che raggiungeva Cremona. La prima attestazione storica della località di Turano è inerente al transito del vescovo di Pavia San Siro, che nell’anno 69 attraversò questi territori per raggiungere la propria sede vescovile. Il documento più antico nel quale si può trovare espressamente riportato il nome di Turano risale però al 924. Si tratta di un documento di vendita relativo a beni ceduti dal nobile Pietro Sommariva ai Vignati di Lodi, e fa riferimento ai resti di un Castri de Turano, castello probabilmente devastato dagli Ungheri discesi nella penisola. Nel X secolo Turano apparteneva al monastero di Santa Cristina.
La località Tuiranum o Turanum ricorre in numerosi documenti, testamenti e atti notarili relativi a cessioni, lasciti, acquisti, investiture e contese tra esponenti delle famiglie nobili del lodigiano e alcuni vescovi di Lodi. Nel XVI secolo il feudatario, conte Lorenzo Mozzanica, fece erigere a Turano il convento di San Lorenzo (oggi non più esistente), affidandolo ai Servi di Maria. I beni del feudo passarono nel corso dei secoli a varie famiglie nobili, fino a giungere nelle disposizioni dei Calderari. Sull'area in cui in passato era sorto il castello, essi costruirono un palazzo, tuttora esistente, Palazzo Calderari. Ora di proprietà privata, fu sede di una scuola femminile delle Madri Canossiane di Lodi a partire dal 1900 fino al 1980. In età napoleonica (1809-16) Turano fu frazione di Melegnanello, recuperando l'autonomia con la costituzione del Regno Lombardo-Veneto. Nel 1869 furono annessi a Turano i comuni di Melegnanello e Robecco Lodigiano, soppressi.
Nel 1928 Turano assunse il nome ufficiale di Turano Lodigiano, per distinguersi da altre località omonime sul territorio nazionale.

### Simboli
Lo stemma e il gonfalone sono stati concessi con decreto del presidente della Repubblica del 9 agosto 1978.
Stemma
Gonfalone
(Art. 3, comma 2 dello Statuto comunale)

## Monumenti e luoghi di interesse

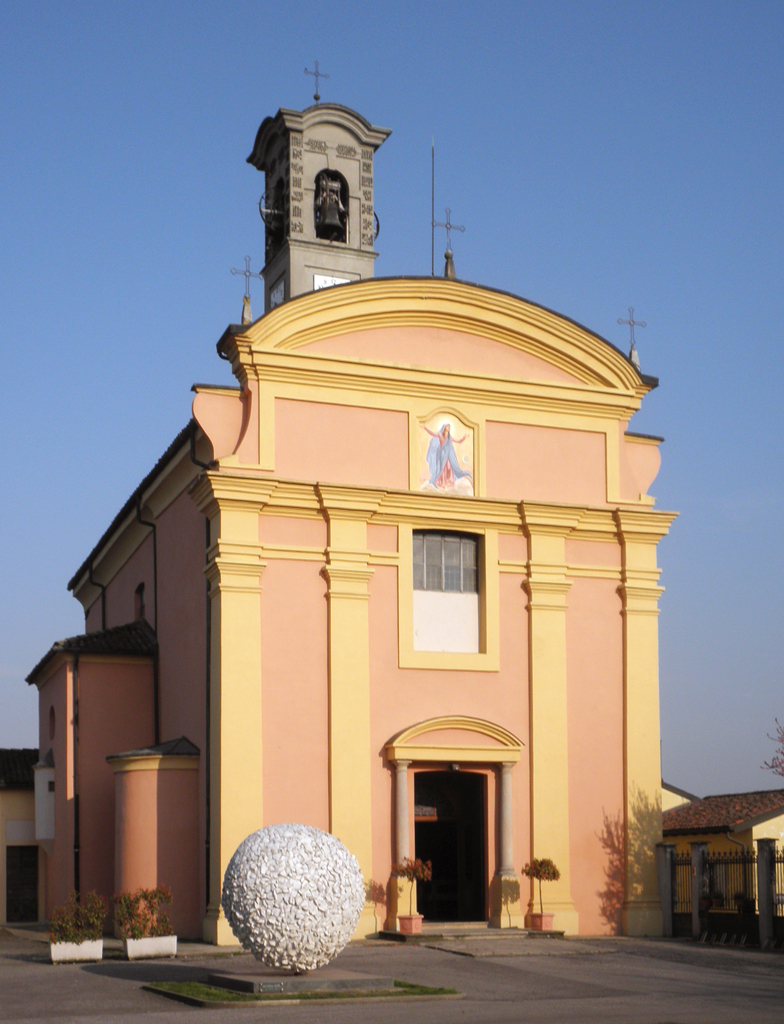
Chiesa parrocchiale dell'Assunzione della Beata Vergine Maria a Turano Lodigiano

Chiesa dell'Assunzione della Beata Vergine Mariala chiesa, che ha il titolo di parrocchiale, risale al Cinquecento, eretta per volere del conte Lorenzo Mozzanica e dei nobili Vignati. L'impianto decorativo dell'edificio presenta, tra gli altri, alcuni affreschi di Ambrogio da Fossano, detto il Bergognone, che ha lavorato anche presso il Tempio Civico dell'Incoronata di Lodi e la Certosa di Pavia.
Palazzo Calderaricostruito molto probabilmente nel luogo in cui sorgeva l'antico castello di Turano, fu edificato tra il 1675 e il 1723 dalla famiglia Calderari. Dopo essere passato nelle disponibilità di diversi proprietari, ospitò dal 1900 una scuola femminile delle Madri Canossiane di Lodi e un ricovero per sordomute. Attualmente è tornato ad essere di proprietà privata, ed è aperto in occasione di feste e ricevimenti. La struttura è a pianta quadrata, con una corte al centro. L'apparato decorativo interno risale al XVIII secolo. In passato ornavano i parapetti quattro grandi leoni di granito. Attualmente due sono collocati all'inizio del viale che immette alla Cascina Mairaga a Turano, e due sono all'ingresso della strada che immette alla Cascina Griona a Ospedaletto Lodigiano.

## Società

### Evoluzione demografica
Abitanti censiti

### Etnie e minoranze straniere
Al 31 dicembre 2009 gli stranieri residenti nel comune di Turano Lodigiano in totale sono 156, pari al 9,92% della popolazione. Tra le nazionalità più rappresentate troviamo:
| Paese   | Popolazione (2008) |
| ------- | ------------------ |
| Romania | 50                 |
| Egitto  | 24                 |
| India   | 21                 |
| Marocco | 12                 |

## Amministrazione
Segue un elenco delle amministrazioni locali.
| Periodo | Periodo | Primo cittadino       | Partito                       | Carica                    | Note |
| ------- | ------- | --------------------- | ----------------------------- | ------------------------- | ---- |
| 1945    | 1948    | Costante Curti        |                               | Sindaco                   |      |
| 1948    | 1978    | Edoardo Pettinari     | Partito Comunista Italiano    | Sindaco                   |      |
| 1978    | 1985    | Alfonso Borsa         |                               | Sindaco                   |      |
| 1985    | 1989    | Daniele Gotti         |                               | Sindaco                   |      |
| 1989    | 1990    | Emilio Casali         |                               | Sindaco                   |      |
| 1990    | 1995    | Pierangelo Ponzinibbi |                               | Sindaco                   |      |
| 1995    | 2004    | Emilio Casali         |                               | Sindaco                   |      |
| 2004    | 2009    | Umberto Ciampetti     | lista civica (centrosinistra) | Sindaco                   |      |
| 2009    | 2014    | Umberto Ciampetti     | lista civica (centrosinistra) | Sindaco                   |      |
| 2014    | 2017    | Mario Pintaldi        | lista civica (centrosinistra) | Sindaco                   |      |
| 2017    | 2018    |                       |                               | Commissario straordinario |      |